# Институт геологических наук имени К. И. Сатпаева
Институт геологических наук имени К. И. Сатпаева — первый академический научно-исследовательский институт в Казахстане. С 1994 года носит имя К. И. Сатпаева. В институте находится самый крупный в Казахстане геологический музей. Негосударственное предприятие (с 2008).

## История
Организован в 1940 году на базе геологического сектора Казахстанского филиала АН СССР. Основателем института был его первый директор — академик Каныш Имантаевич Сатпаев.
Становление института происходило в основном в период Великой Отечественной войны.
В институте были выполнены работы по освоению марганцевых, медных, полиметаллических и редкоземельных месторождений Центрального Казахстана, Алтая, Каратау. Приоритетные направления: геолого-геофизические исследования земной коры и литосферы регионов Казахстана; металлогения и рудообразование; комплексное изучение горнорудных регионов республики; геология месторождений энергетического сырья (нефть, газ, каменный уголь, горючие сланцы); геологии неметаллических ископаемых, геоэкологии.
В развитие научных направлений большой вклад внесли учёные:
- Сатпаев, Каныш Имантаевич
- Борукаев, Рамазан Асланбекович
- Шлыгин, Евгений Дмитриевич
- Беспалов, Вениамин Фёдорович
- Медоев, Георгий Цараевич
- Кассин, Николай Григорьевич
- Щерба, Григорий Никифорович
- Каюпов, Арыктай Каюпович
- Паталаха, Евгений Иванович
- Абдулин, Айтмухамед Абдуллаевич
- Жапарханов, Слямхан Жапарханович
- Жилинский, Герман Борисович
- и многие другие.

Сотрудниками института проведены палеонтолого-стратиграфические исследования, по результатам которых достоверно установлена стратиграфия различных регионов. Выполнены обширные фундаментальные геофизические исследования, позволившие получить данные по глубинному строению земной коры и мантии и составить прогнозно-металлогенические карты Казахстана (карты руд металлов, полиметаллов).
Получены новые данные по типоморфности минералов, парагенезису, зональности, созданы теоретические основы геохимических методов поисков руд. Составлены тематические карты (инженерно-геологические, гидрогеологические, тектонические, карта почв и растительного покрова, антропогенных процессов и др., 1992—1997). Выпущено 10 справочных изданий, в которых даны описания всех месторождений Казахстана (1994—1996).

## Награды
- орден Трудового Красного Знамени
- 1985 — За многолетний цикл работ по проблеме «Металлогения Казахстана и комплексное исследование главнейших горнорудных регионов» институту присуждена Государственная премия СССР
- 1995 — за работы по выявлению основных типов месторождений серебра, главнейших золоторудных районов Государственная премия Казахстана.

## Современное состояние
C 2008 года преобразовано в частное Товарищество с ограниченной ответственностью, негосударственное научное и образовательное учреждение.